# Fortunato Chelleri
Fortunato Chelleri   (Parma, c. 1690 - Kassel, 11 de desembre de 1757) fou un compositor i mestre de capella del Barroc italià.

## Biografia
El pare de Chelleri havia emigrat d'Alemanya a Itàlia; la seva mare era de la família italiana de músics Bazzani (o Bassani, vegeu també Giovanni Battista Bassani). Després de la mort primerenca dels seus pares, va créixer amb el seu oncle Francesco Maria Bazzani a Piacenza, que el va formar com a músic. Chelleri va començar a compondre òperes per a diferents companyies d'òpera del nord d'Itàlia el 1708. Va exercir en famílies nobles a Barcelona, Florència i Venècia, entre d'altres, incloent-hi un càrrec de mestre de capella d'Anna Maria Lluïsa de Mèdici.
El 1722 el príncep-bisbe Johann Philipp Franz von Schönborn el va contractar com a Hofkapellmeister a Würzburg, juntament amb Giovanni Benedetto Platti. Després de la mort del príncep-bisbe el 1724, Chelleri es trobava a Kassel com a mestre de capella de la cort del landgravi Carles I de Hessen-Kassel. Entre el 1732 i el 1734, va seguir al fill i al successor de Frederic I de Suècia a la cort reial d'Estocolm. Va tornar a Alemanya amb el títol i el càrrec de Hofrat (conseller de la cort) i va dirigir l'orquestra privada del germà de Guillem VIII de Hessen-Kassel fins a la seva mort.

## Obres
Durant la seva activitat a Itàlia va compondre sobretot òperes, com L'Innocenza giustificata, estrenada a Venècia el 1711, La caccia a Etòlia, estrenada a Ferrara el 1715, en un llibret de Belisario Valeriano que va ser utilitzat per George Frideric Handel per a Atalanta, i Amalasunta.
Durant el seu temps a Alemanya i Suècia, Chelleri va compondre música instrumental i d'església, incloent oratoris en italià. Es van publicar composicions per a instruments de teclat, com sis Sonate di galanteria (Kassel) i sis Simfonies per a cordes. El seu oratori en dues parts Beatæ Mariæ Virginis (Würzburg, 1723) va ser reimprès per Garri Editions, Mühlheim, el 2003.

## Enregistraments seleccionats
- Don Quijote (úsattage du moulin, La Doulcinée, La galop de Rosinante, Sanco Panche, Le couche de Don Quijote), organista Kalevi Kiviniemi a l'Organe de bambú Las Piñas el 2003.[2]
- Orquestra Six Simphonies Nouvelles, Atalanta Fugiens, dir. Vanni Moretto. Deutsche Harmonia Mundi 2009